# Finanzagent
Ein Finanzagent (auch Finanzkurier oder Financial manager) im Sinne des Zahlungsdiensteaufsichtsgesetzes (ZAG) ist jede juristische oder natürliche Person, die als selbständiger Gewerbetreibender im Namen eines Zahlungsinstituts oder E-Geld-Instituts Zahlungsdienste ausführt. Die Handlungen des Agenten werden dem Zahlungsinstitut oder E-Geld-Institut zugerechnet (§ 1 Abs. 9 ZAG). Zu den Zahlungsdiensten gehören auch Finanztransfergeschäfte (§ 1 Abs. 1 Satz 2 Nr. 6 ZAG), sowie Transaktionen mit Kryptowährung.
Das Betreiben des Finanztransfergeschäftes bedarf der vorherigen Genehmigung der BaFin (§ 10 Abs. 1 ZAG). Mit Freiheitsstrafe bis zu fünf Jahren oder mit Geldstrafe wird nach § 63 Abs. 1 Nr. 4 ZAG bestraft, wer ohne Erlaubnis nach § 10 Absatz 1 Satz 1 ZAG oder ohne Registrierung nach § 34 Absatz 1 Satz 1 ZAG Zahlungsdienste erbringt.
Spätestens seit 2013 wurde die missbräuchliche Tätigkeit als vermeintlicher Finanzagent zum Tatbestand im Rahmen der Geldwäsche (gemäß § 261 StGB). Dabei sind mögliche Bezeichnungen für (meist online) angebotene Stellen unterschiedlich. Nach Angaben der Polizeilichen Kriminalprävention, werden neben der Bezeichnung Finanzagent folgende Begriffe genutzt, um vergleichbare Tätigkeiten zu verschleiern; „Financial Agent“, „Finanzmanager“, „Escrow Agent“, „Treuhandagent“, „Lieferungsmanager“, „Finanztransaktionsmanager“, „Projekt Koordinator“, „Prozessmanager“, sowie „Regional Manager für Zahlungsbearbeitung“.

## Allgemeines
Der folgende Abschnitt beschreibt lediglich die Sachlage in Deutschland.
Ein in Deutschland ansässiges Kreditinstitut umschreibt die Tätigkeit von Finanzagenten (ohne entsprechende Vorbildung) folgendermaßen:

„Der Begriff „Finanzagenten“ bezeichnet Personen, die ihr Konto für Finanztransaktionen zur Verfügung stellen. Sie erhalten Überweisungen von Dritten auf ihr Konto und leiten das Geld anschließend weiter – sei es durch Überweisungen, Barabhebungen an Geldautomaten, Einkäufe im Einzelhandel oder Zahlungen an Zahlungsdienstleister wie Western Union. Als Gegenleistung wird eine Provision versprochen. Doch das Angebot ist meist ein Betrug.“

Die Polizeiliche Kriminalprävention der Länder und des Bundes warnen online, Kriminelle würden potenzielle Opfer mit Aussagen wie „Beste Verdienstmöglichkeit mit wenig Arbeit“ ködern, die sie online auf Jobbörsen oder Webseiten für Arbeitssuchende präsentieren. Alternativ ist auch eine direkte Kontaktaufnahme  oder per E-Mail möglich. Bei betrügerischen Absichten, ist es üblich, dass Inhaber deutscher Bankkonten von Vertretern eines scheinbar seriösen „Finanzmanagementunternehmens“ oder eines Finanzdienstleistungsunternehmens kontaktiert werden. Sowohl das Bundeskriminalamt, als auch die Landeskriminalämter warnen daher ausdrücklich vor dubiosen Stellenangeboten und lukrativ wirkenden Nebenverdienstmöglichkeiten, in denen nach Finanzagenten gesucht wird.
Die Kontaktaufnahme im Internet kann außerdem über speziellen Suchprogramme erfolgen, welche als Nachrichten-Crawler unbemerkt E-Mails und/oder Suchanfragen auf bestimmte Begriffe durchsuchen und darauf mit vermeintlich vorteilhaften Angeboten reagieren, die den Benutzern direkt angezeigt werden.
Die so angeworbenen Finanzagenten haben lediglich die Aufgabe, das eigene Girokonto für Auslandsüberweisungen zur Verfügung stellen und anschließend das überwiesene Geld (oder alternativ die Kryptowährung) möglichst zeitnah entweder als Bargeldversand oder über einen Finanztransferdienstleister, an eine weitere Person transferieren, die typischerweise im Ausland ansässig ist. Dafür werden Provision zwischen fünf und 20 Prozent des Überweisungsbetrages in Aussicht gestellt, die Finanzagenten einbehalten dürfen.

## Historische Finanzagenten
Ursprünglich war das Tätigwerden als Finanzagent ein ehrbares Gewerbe, wie die folgenden Beispiele zeigen. So hat sich im 16. Jahrhundert Sir Thomas Gresham (1519–1579) als Finanzagent für die englische Regierung betätigt und der klammen Staatskasse durch Beschaffung von Anleihen, unter anderem von den Fugger aus Augsburg, aus Geldnöten geholfen. Durch seine Finanzerfahrungen avancierte Gresham zum Berater des Königs Eduard VI. und auch der Königin Elisabeth I.
Der portugiesische König Affonso V. beschäftigte Isaak Abravanel (1437–1509) als Schatzmeister und Finanzagenten. Nach dem Tode des Königs flüchtete der Geldbeschaffer nach Kastilien, wo er bald als königlich spanischer Steuerpächter in ein verwandtes Metier wechselte.
Der Textilindustrielle Hans Heinrich Lochmann (1511–1576) wirkte in Zürich auch als Finanzagent des französischen Königs.
Giacomo Casanova war in den Jahren 1757 zunächst als Direktor der staatlichen Lotterie und 1758 zweimal in geheimer Finanzmission in Holland für Frankreich als Geldbeschaffer aktiv.
Der Deutsche Orden bediente sich in der Mitte des 18. Jahrhunderts der Brüder Baruch und Moyses Simon als Finanzagenten. Beide ließen sich in Bad Mergentheim nieder und halfen auch der dortigen jüdischen Gemeinde.
Auch Städte nahmen Hilfe bei der Suche nach Geldquellen dankbar an. So ist bekannt, dass Jakob Baruch, der Vater von Ludwig Börne (1786–1837), als Finanzagent der Stadt Frankfurt am Main fungierte.
Eine dubiose Rolle spielte Finanzagent Jacques de Reinach als Geldbeschaffer der französischen Panamakanal-Gesellschaft um Ferdinand de Lesseps. Reinach räumte ein, Gelder von 3 Millionen Francs der später konkursreifen Gesellschaft zur Bestechung von Zeitungen verwendet zu haben. Die Affäre wurde jedoch nicht aufgeklärt, weil ihn die Polizei tot in seiner Wohnung auffand.
Der US-amerikanische Bankier John Pierpont Morgan junior hat sich als „offizieller Finanzagent der Alliierten“ im Ersten Weltkrieg betätigt.
Die Bank of Cyprus ist auch heute noch der Bankier und Finanzagent der zyprischen Regierung.

## Begehungsform der Geldwäsche

### Herkunft des Geldes
Das Geld, welches durch den Finanzagenten „gewaschen“ werden soll, stammt häufig von Personen, die ihrerseits Opfer einer Straftat geworden sind.
Es kann sich um Konten anderer Privatpersonen handeln, deren Konto-Zugangsdaten etwa durch Phishing oder andere Kontomanipulationen in die Hände von Kriminellen geraten sind. Die Hintermänner machen sich durch das Ausspähen der Kontodaten nach § 202a StGB strafbar. Da schon das Herausgeben jener Daten das Vermögen des Opfers gefährdet, kommt dadurch im Einzelfall auch ein Betrug nach § 263 StGB in Betracht. Das Verwenden der Daten ist als Computerbetrug nach § 263a StGB untersagt.
Betrüger mit direktem Zugriff auf illegal erworbene Gelder, wollen diese in der Regel nicht auf Konten einzahlen, die mit ihnen in Verbindung gebracht werden. Zur Verschleierung werden „Finanzagenten“ beauftragt, um das Geld so zu „waschen“. Hierfür geben sich die (Vor-)Täter als seriöse, oft ausländische Unternehmer aus und werben per E-Mail oder durch Internet-Spam deutsche Bankkunden als potentielle Partner an. Das Geld der Phishing-, Pharming- oder Skimming-Opfer wird sodann auf das Konto des Finanzagenten transferiert. Diese wurden instruiert, sich den Großteil des Geldes bar auszahlen zu lassen und ihn über ein Bargeldtransfersystem (regelmäßig Western Union oder MoneyGram) ins Ausland zu transferieren. Das verbleibende Geld darf als Provision behalten werden.
Da die auf das Konto des Finanzagenten überwiesenen Gelder jedoch oft von Konten stammen, deren Inhaber selbst Opfer diverser betrügerischer Machenschaften geworden sind, werden die getätigten Überweisungen in vielen Fällen widerrufen. Falls die Geldbeträge bereits weitergeleitet wurden, bleiben die Betrogenen auf dem Schaden sitzen.
Das Geld kann auch aus betrügerischen Onlineauktionen oder organisiertem Warenbetrug stammen, bei dem die Täter eine Ware online zum Kauf anbieten, jedoch nach Vorauszahlung des Kaufinteressenten auf das Konto des Finanzagenten keine Ware liefern. Behörden warnen davor auf derartige Angebote einzugehen, die auch als Waren- oder Paketagent bezeichnet werden. Die Aufgabe der angeworbenen Warenagenten besteht in der Weiterleitung von Paketen, deren Inhalt in der Regel mit illegal erworben wurde.
Wenn die beauftragten Finanzagenten im Vorfeld wussten, dass das Geld aus einer zweifelhaften Quelle stammt, so können sie als Gehilfen (§ 27 StGB) oder Mittäter (§ 25 Abs. 2 StGB) der (Vor-)Täter angeklagt werden. Auch wenn die Betrogenen erst bei oder nach Entgegennahme des Geldes von dessen tatsächlicher Herkunft erfahren, ist eine Bestrafung wegen Geldwäsche (§ 261 StGB) möglich. Sollte das Geld wissentlich weitergeleitet werden, so kann zudem Anzeige im Sinne von Strafvereitelung (§ 258 StGB) oder Begünstigung (§ 257 StGB) zugunsten der Vortäter erhoben werden.
Dass die Banken im Zuge einer Offenlegung regelmäßig das Konto (oder die Konten) von Finanzagenten kündigen ist, im Vergleich zu den anderen Konsequenzen, eher zweitrangig. Neben (zivilrechtlich eingeforderte) Schadensersatzansprüche von Geschädigten kann die BaFin zusätzlich ein Verfahren wegen des Betreibens unerlaubter Finanzdienstleistungsgeschäfte eröffnen.
Falls eine Anklage wegen Geldwäsche erhoben wird, muss der Nachweis erbracht werden, dass ausführende Finanzagenten leichtfertig gehandelt haben und nicht erkannten, dass das Geld aus einer Straftat stammt (§ 261 Abs. 6 StGB).
Für das Verschicken des Geldes ins Ausland kommen zudem Straftatbestände wie Strafvereitelung (§ 258 StGB) oder Begünstigung (§ 257 StGB) in Frage.

### Zivilrechtliche Haftung
Die Gerichte gestehen dem Opfer der Vortat einen Schadensersatzanspruch gegenüber den Finanzagenten aus Delikt (§ 823 Abs. 2 BGB iVm. § 261 Abs. 1, 2 und 5 StGB) und aus ungerechtfertigter Bereicherung (§ 812 Abs. 1 S. 1 BGB) zu. In letzterem Falle – also der Bereicherungshaftung – sind (leichtfertig handelnde) Finanzagenten allerdings nur zur Zahlung verpflichtet, soweit sich das Geld (oder ein entsprechender Gegenwert) noch in ihrem Besitz befindet (§ 818 Abs. 3 BGB).